# Achenpass
L'Achenpass (941 m s.l.m.) è un valico alpino situato nelle Alpi Bavaresi in Germania. Si trova ad 1 km dalla frontiera con l'Austria.
Il passo collega le valli del Tegernsee a nord con la valle dell'Achen in Tirolo a sud, sullo spartiacque tra i bacini del Danubio e dell'Inn.
Già dal 1495, il passo era attraversato da un'importante strada commerciale usata per trasportare il sale a Monaco di Baviera, oltre che come percorso per l'esercito bavarese, che controllava il Tirolo all'epoca di Napoleone. Nel XIX secolo il passo perse la sua importanza commerciale ma divenne una meta turistica.